# Constitución de Venezuela de 1961
La Constitución de Venezuela de 1961 fue aprobada el 16 de enero de 1961 por el entonces Congreso de la República (actual Asamblea Nacional) con el voto afirmativo de las principales cuatro fuerzas políticas del país para entonces, Acción Democrática, Unión Republicana Democrática, COPEI y el Partido Comunista de Venezuela.
Entró en vigor el 23 de enero del mismo año en conmemoración del retorno a la democracia en Venezuela, el 23 de enero de 1958. Esta Constitución estaba basada en los principios de la Constitución de 1947, derogada en 1953 por la dictadura de Marcos Pérez Jiménez, y retornaba a la existencia de un Senado para la cámara alta del Congreso, incorporando la figura del senador vitalicio para los presidentes salientes.
En diciembre de 1999 este texto fue derogado al ser aprobada por voto popular la Constitución de 1999.

## Características
La Constitución de 1961 estaba dividida en cuatro partes:
1. El preámbulo donde se invoca la protección de Dios y se exalta al Libertador Simón Bolívar y a los «grandes servidores de la patria».
2. La parte dogmática en la cual se establecen como pilares la democracia, la independencia y el carácter de forma federal del Estado venezolano, entre otros;
3. La parte orgánica, que constaba de doce títulos para un total de 252 artículos;
4. y las disposiciones transitorias compuestas por 23 disposiciones.

- Se reconocía como idioma oficial el castellano.
- El Estado venezolano se divide en: Estados, el Distrito Federal, Territorios Federales y las Dependencias Federales.
- Los Estados se dividen en Distritos y estos en Municipios.
- No existía la doble nacionalidad, por lo tanto el venezolano que obtuviese otra nacionalidad perdía automáticamente la nacionalidad venezolana.
- Por primera vez en la historia constitucional venezolana no se hace mención al nombre o número de Estados que componen el país, para evitar hacer reformas constitucionales respecto a este tema y regirlo por medio de una Ley Orgánica de división político-territorial.

### Poder Público

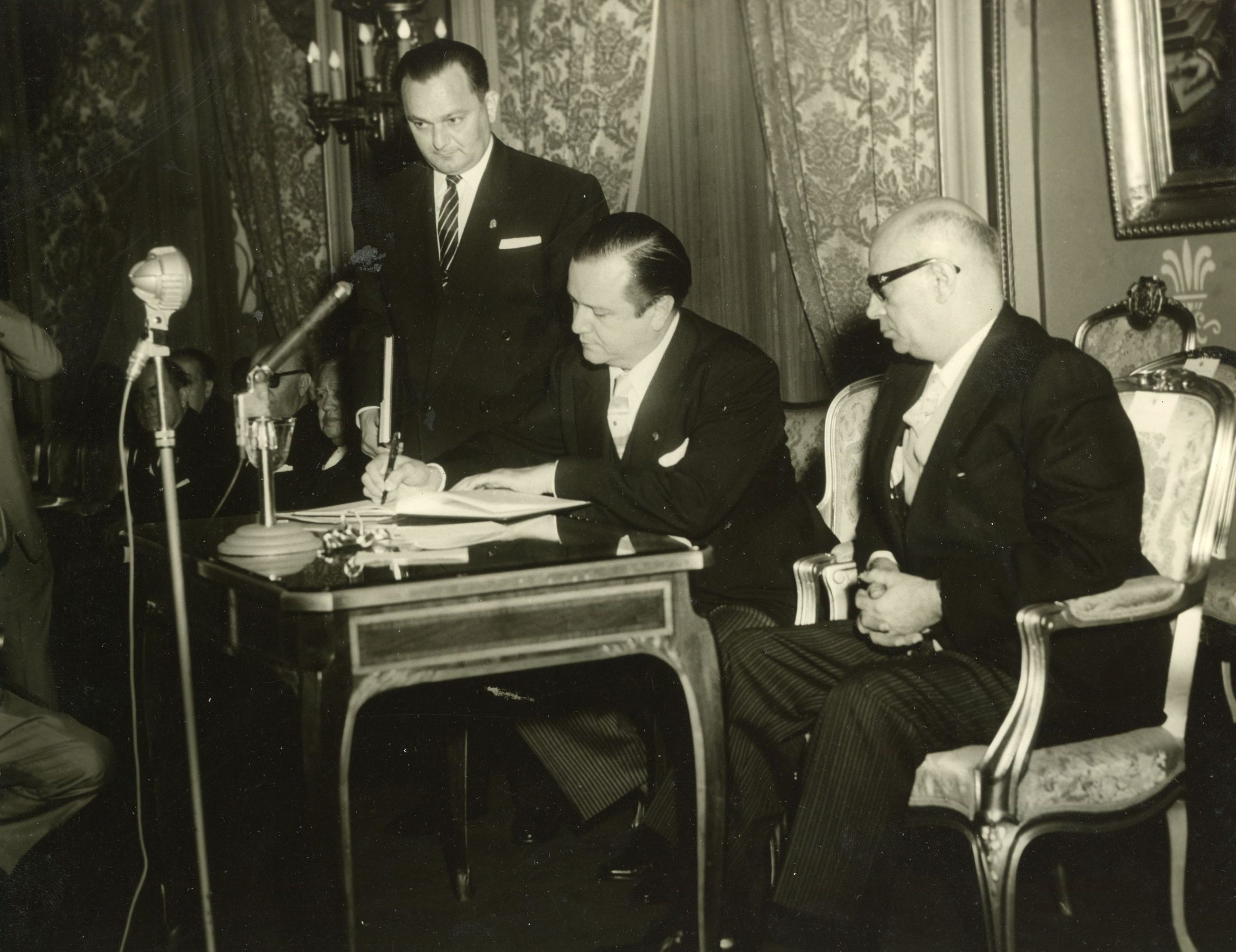
Rafael Caldera y Raúl Leoni, vicepresidente y presidente del Congreso Nacional, durante la promulgación de la nueva constitución. Palacio Federal Legislativo, 23 de enero de 1961.

El Poder Público Nacional, el poder público estaba integrado por el Legislativo, el Ejecutivo y el Judicial
- Poder Legislativo: ejercido por el Congreso de la República, que estaba integrado por la Cámara de Diputados y la Cámara de Senadores. Los Diputados y los Senadores eran electos por período de 5 años, correspondían dos Senadores por Estado además de otros dos por el Distrito Federal, mientras que los Diputados se elegirían, por votación universal y directa, y con representación proporcional de las minorías según la base de población del 1,1% de la población total nacional. Los presidentes de la Cámara de Senadores y la de Diputados serían los Presidente y Vicepresidente del Congreso Nacional respectivamente. Los que alguna vez ejercieron la presidencia de la República una vez culminado su período pasaban a ser Senadores vitalicios.

En esta Constitución la Contraloría General de la República era un órgano auxiliar del Congreso Nacional, estaba dirigido por el contralor general de la República elegido para un período de 5 años por el Congreso Nacional.
- Poder ejecutivo: ejercido por el presidente de la República en calidad de jefe de Estado y del Ejecutivo Nacional o Gobierno, el cual sería electo por período de 5 años no pudiendo ser reelegido hasta transcurridos 10 años después de culminar su período. La falta temporal del presidente la suplía un Ministro designado por el propio presidente. Se definía además a los Ministros como los órganos directos del Presidente de la República, que reunidos formaban el Consejo de Ministros.

- Poder Judicial y el Ministerio Público: el Poder Judicial estaba representado por la Corte Suprema de Justicia y demás tribunales. La Corte Suprema de Justicia estaba integrada por un mínimo de cinco Magistrados por Sala, elegidos por el Congreso Nacional por término de 9 años.[2]

En esta constitución el Ministerio Público era un órgano independiente del Estado, mientras que en la nueva Constitución de 1999 forma parte de un nuevo Poder, el Poder Ciudadano. El Ministerio Público estaba bajo responsabilidad del fiscal general de la República elegido por el Congreso Nacional por un período también de 5 años.

## Enmiendas
La Carta Magna de 1961 fue la Constitución más duradera de Venezuela, durante sus 38 años de existencia solo sufrió dos enmiendas aprobadas por el extinto Congreso Nacional:

### Primera Enmienda
Sancionada por el Congreso Nacional el 9 de mayo de 1973, promulgada por el presidente Rafael Caldera y publicada en la Gaceta Oficial N° 1585 del 11 de mayo de 1973. 
Para evitar que se postulasen a Presidente de la República, Senador o Diputado al Congreso o a Magistrado de la Corte Suprema de Justicia (ahora Tribunal Supremo de Justicia), quiénes hubiesen incurrido en delitos durante el ejercicio en un cargo público. Su objetivo fue inhabilitar al expresidente Marcos Pérez Jiménez de ser electo Presidente de la República o desempeñar cargos parlamentarios ante el Congreso.

### Segunda Enmienda
Sancionada por el Congreso Nacional en 1983 y promulgada por el presidente Luis Herrera CampÍns el 16 de marzo de ese mismo año contempló varios aspectos innovadores. Entre otros: la reforma del sistema electoral para los Concejos Municipales y las Asambleas Legislativas. La enmienda fue sancionada tras dos años de discusiones del proyecto original en el congreso, el cual no fue aprobado en su totalidad. Una propuesta de ampliación de los derechos políticos de los venezolanos por naturalización y permitir la intervención de los Concejos Municipales por parte del Congreso Nacional fueron rechazadas.